# Leucorrhinia frigida
Leucorrhinia frigida е вид водно конче от семейство Libellulidae. Видът не е застрашен от изчезване.

## Разпространение
Разпространен е в Канада (Квебек, Манитоба, Нова Скотия, Ню Брънзуик, Онтарио и Остров Принц Едуард) и САЩ (Вирджиния, Върмонт, Илинойс, Индиана, Кънектикът, Масачузетс, Мейн, Минесота, Мичиган, Ню Джърси, Ню Йорк, Ню Хампшър, Охайо, Пенсилвания, Род Айлънд, Северна Дакота и Уисконсин).

## Описание
Популацията на вида е стабилна.